# Shōta Ōtsuka
Shōta Ōtsuka (japanisch 大塚 翔太 Ōtsuka Shōta; * 15. Mai 1987 in der Präfektur Kumamoto) ist ein japanischer Fußballspieler.

## Karriere
Ōtsuka erlernte das Fußballspielen in der Universitätsmannschaft der Universität Tsukuba. Seinen ersten Vertrag unterschrieb er 2010 bei Mito HollyHock. Der Verein spielte in der zweithöchsten Liga des Landes, der J2 League. Für den Verein absolvierte er 15 Ligaspiele.